# 알레드 존스
알레드 존스(Aled Jones, 1970년 12월 29일 ~ )은 웨일스의 가수이자 텔레비전 및 라디오 진행자이다.